# Bambina con bambola
Bambina con bambola è un dipinto di Henri Rousseau. Realizzato tra il 1904 e il 1905, è conservato all'Orangerie.

## Descrizione
La piccola effigiata, decisamente obesa, presenta gambe enormi ma mani sorprendentemente piccolissime: in una regge la bambola, nell'altra una margherita. L'artista la raffigura in modo bidimensionale, aiutato anche dal forte contrasto cromatico di bianco e rosso, i colori che caratterizzano l'abito. Il paesaggio è ridotto all'estremo: un cielo blu quasi uniforme e un prato fiorito che ricorda quelli degli arazzi medievali e delle coeve illustrazioni dei codici manoscritti, tuttavia Rousseau si rivela artista originale creando un leggero effetto prospettico grazie al quale l'erba a una certa distanza rimane in penombra e le dimensioni dei fiori appaiono ridotte.